# Leigh River
Leigh River är ett vattendrag i Australien. Det ligger i delstaten Victoria, omkring 85 kilometer sydväst om delstatshuvudstaden Melbourne.
Trakten runt Leigh River består till största delen av jordbruksmark. Runt Leigh River är det ganska glesbefolkat, med 27 invånare per kvadratkilometer. Genomsnittlig årsnederbörd är 744 millimeter. Den regnigaste månaden är juni, med i genomsnitt 113 mm nederbörd, och den torraste är januari, med 31 mm nederbörd.